# ケトアシドーシス
ケトアシドーシス (Ketoacidosis) とは、ケトン体の無制御な産生によって代謝性アシドーシスを引き起こした急性代謝失調である。ケトーシスとは血中ケトン体の上昇を指すが、ケトアシドーシスは、血液のpHの変化をもたらす特定の病態であり、医師の診察が必要である。ケトアシドーシスの最も一般的な原因は糖尿病性ケトアシドーシスであるが、アルコール、薬物、毒素、まれに飢餓によって引き起こされることもある。 
ケトアシドーシスは「ケトーシス」と「アシドーシス」が同時に起こっている状態と定義できるが、ケトン体濃度が高いこと（ケトーシス）が原因で血中のpHが下がる（アシドーシス）が起こっていることの生理学的な証明はないことを知る必要がある。むしろケトン体濃度の増加は生体防御の反応であり、他の代謝物でアシドーシスが起こっていると主張している学者も多い。特にケトンエステルの摂取などにより、ケトン体濃度を急激に増加させても殆ど毒性がないから、ケトン体の濃度の増加がアシドーシスの原因ではないと考える学者もいる。

## 症状
ケトアシドーシスの症状は根本的な原因によって異なる。最も一般的な症状には、吐き気、嘔吐、腹痛、脱力感がある。呼気（吐く息）が、揮発性のケトンであるアセトンの臭いを発することもある。代謝性アシドーシスを補うため、早く深い呼吸、またはクスマウル呼吸になる場合もある。意識障害は、アルコール性ケトアシドーシスよりも糖尿病性ケトアシドーシスで多く見られる。  

## 原因
ケトアシドーシスは、ケトン体の異常な生成によって引き起こされる。通常、ケトンの生成はいくつかのホルモン、特にインスリンによって制御されているが、ケトンの生成を制御するメカニズムが働かないと、ケトンのレベルが劇的に上昇し、代謝性アシドーシスなど、生命の危険を伴う変化が引き起こされる可能性がある。 

### 糖尿病
ケトアシドーシスの最も一般的な原因は、1型糖尿病または末期の2型糖尿病におけるインスリンの欠乏である。これは糖尿病性ケトアシドーシスと呼ばれ、高血糖、脱水症、代謝性アシドーシスを特徴とする。高カリウム血症や低ナトリウム血症などの他の電解質障害も併発する可能性がある。血流にインスリンが不足すると、脂肪組織から脂肪酸が異常に放出され、脂肪酸の酸化が増加しアセチルCoAになり、その一部はケトン体生成に使われる。これがケトン値の急激な異常生成の原因となる。 

### アルコール
アルコール性ケトアシドーシスは通常、栄養状態が悪い状況での長期間の大量のアルコール摂取が原因であり、複雑な生理機能によって引き起こされる。慢性的なアルコールの摂取は肝グリコーゲン貯蔵の枯渇を引き起こし、エタノールの代謝によって糖新生はさらに低下する。これにより、グルコース低下、低血糖症につながり、体はエネルギーを得るために脂肪酸とケトン体の代謝を活発する。これに嘔吐や脱水症などが加わると、グルカゴン、コルチゾール、成長ホルモンなどの逆調節ホルモンを増加させ、遊離脂肪酸の放出とケトンの生成をさらに増加させる。エタノール代謝はまた、血中乳酸レベルを増加させるため、これも代謝性アシドーシスの一因となる可能性がある。 

### 飢餓
飢餓はケトアシドーシスの稀な原因であり、通常はケトアシドーシスではなく生理学的ケトーシスが引き起こされる。飢餓によるケトアシドーシスは、最も一般的には、妊娠、授乳、急性疾患など、他の代謝ストレスがある場合に起こる。 

### 薬
正常血糖ケトアシドーシスを引き起こすSGLT2阻害剤など、特定の薬物はケトンの上昇を引き起こす可能性もある。サリチル酸塩またはイソニアジドの過剰摂取もケトアシドーシスを引き起こす可能性がある。 

### 毒素
メタノール、エチレングリコール、イソプロピルアルコール、およびアセトンの摂取がケトアシドーシスを引き起こすことがある。  

## 病態生理
ケトンは、主に肝細胞のミトコンドリアの遊離脂肪酸から生成される。ケトンの生産はインスリンによって厳しく調節されており、インスリンの絶対的または相対的な欠乏がケトアシドーシスの病態生理の根底にある。インスリンは脂肪酸放出の強力な阻害剤であるため、その欠乏は脂肪組織からの異常な脂肪酸放出を引き起こすことになる。また、インスリン欠乏はケトンの生産を高め、末梢でのケトンの利用を阻害する。これは、完全なインスリン欠乏症（未治療の糖尿病など）またはグルカゴンと逆調節ホルモンが増加した状態での相対的なインスリン欠乏症（飢餓、慢性的なアルコールの過剰摂取または病気など）のときに発生する。
アセト酢酸とβ-ヒドロキシ酪酸は、最も豊富な循環ケトン体である。ケトン体は酸性だが、生理学的濃度では、体の酸/塩基緩衝システムが血液のpHの変化を防いでいる。

## 治療
治療はケトアシドーシスの根本的な原因によって異なる。糖尿病性ケトアシドーシスには、インスリン注入、静脈内輸液、電解質補充、および支持療法を行う。アルコール性ケトアシドーシスは、ブドウ糖の静脈内投与と支持療法で治療され、通常はインスリンを必要としない。飢餓性ケトアシドーシスには、リフィーディング症候群を引き起こす可能性のある電解質の変化に注意して、ブドウ糖を静脈内投与する。

## 疫学
ケトアシドーシスを発症する可能性がある集団には、糖尿病患者、長期にわたる大量のアルコールの使用歴のある人々、妊娠中の女性、授乳中の女性、子供、幼児が含まれる。 
インスリンがほとんど、またはまったく生成されない糖尿病の人は、特に病気の期間やインスリン投与量の不足時に、ケトアシドーシスを発症する傾向がある。これには、1型糖尿病またはケトーシス傾向の糖尿病の人々も含まれる。 
特に栄養不足、または持病がある人々にとって、長時間の大量のアルコールの摂取はケトアシドーシスの要因となる。 
妊娠中の女性には高レベルのグルカゴンやヒト胎盤性ラクトゲン等のホルモンがみられ、これらは循環遊離脂肪酸を増加させケトン生産を増加させる。授乳中の女性はまた、ケトンの産生が増加する傾向がある。これらの人々は、絶食時、低炭水化物食、急性疾患などの代謝ストレッサーの元で、ケトアシドーシスを発症するリスクがある。 
子供と乳児はグリコーゲンの貯蔵量が少なく、急性疾患、特に胃腸疾患の際に高レベルのグルカゴンおよび逆調節ホルモンを発生させる可能性がある。これにより、子供や幼児は簡単にケトンを生成でき、稀ではあるが、急性疾患ではケトアシドーシスに進行する可能性がある。 